# 齊東野語
《齊東野語》，宋末元初人周密撰，凡20卷。

## 內容主旨
「齊東野語」一語出自《孟子·萬章上》：“此非君子之言，齊東野人之語也。”意思是道聽途說、荒誕不經之語。周密在自序中：“表示自己不忘故國、故土之意。”
《齊東野語》專记南宋旧事，如：“胡明仲本末”、“李全”、“朱汉章本末”、“邓友龙开边”等可补《宋史》之不足，又記文壇掌故、文人軼事，許多故事如“洪端明入冥”、“吳季謙改秩”，“台妓严蕊”等成為後世小說、戲曲的重要素材。《陔馀叢考》稱“周密所著《癸辛雜識》、《齊東野語》等書，在宋人說部中最可觀，洵能文之士也。”1983年中华书局有张茂鹏点校本。